# قورباغه درختی اروپایی
قورباغه درختی اروپایی قورباغه درختی کوچکی است که در اروپا، آسیا و بخش‌هایی از آفریقا یافت شده‌است. بر اساس داده‌های مولکولی، پیش‌تر ابن قورباغه را زیرگونه‌ای از H. arborea به حساب می‌اوردند اما اکنون به عنوان یک گونه مجزا شناخته می‌شود.

## توصیف
قورباغه های درختی اروپایی کوچک هستند. طول نرها از ۳۲ تا ۴۳ میلی متر (۱٫۳ تا ۱٫۷ اینچ) و طول ماده ها بین ۴۰ تا ۵۰ میلی متر (۱٫۶ تا ۲٫۰ اینچ) است. آنها باریک اند، با پاهای بلند.
پوست پشتی آنها صاف و پوست شکمی آنها دانه ای است. پوست پشتی آنها بسته به دما، رطوبت یا خلق و خوی آنها می تواند سبز، خاکستری یا خرمایی باشد. پوست شکمی آنها به رنگ سفید است و پوست پشتی و شکمی با یک نوار جانبی قهوه ای تیره از چشم ها تا کشاله ران جدا می شود. ماده ها گلوی سفید دارند، در حالی که نرها گلوی قهوه ای طلایی با کیسه های صوتی بزرگ (تا خورده) دارند. سر H. arborea گرد است، لب به شدت افت می کند، مردمک به شکل بیضی افقی است و تیمپانوم به وضوح قابل تشخیص است. دیسک های روی انگشتان قورباغه که برای بالا رفتن از درختان و پرچین ها استفاده می کند، از ویژگی های H. arborea است. مانند سایر قورباغه ها، پاهای عقب آنها بسیار بزرگتر و قوی تر از پاهای جلویی است و به قورباغه ها امکان می دهد سریع بپرند.

## رفتار
از لحاظ تاریخی، قورباغه‌های درختی به عنوان فشارسنج استفاده می‌شدند، زیرا آنها به باران نزدیک شدن با قار کردن پاسخ می‌دهند.
بسته به گونه‌های فرعی، دما، رطوبت و خلق و خوی قورباغه، رنگ پوست از روشن تا سبز زیتونی، خاکستری، قهوه‌ای و زرد متغیر است.
قورباغه های درختی اروپایی انواع بندپایان کوچک مانند عنکبوت ها، مگس ها، سوسک ها، پروانه ها و کاترپیلارهای صاف را می خورند. توانایی آنها در جهش طولانی به آنها اجازه می دهد تا حشرات سریع پرواز را که بیشتر رژیم غذایی آنها را تشکیل می دهند، صید کنند.
آنها در دیوارها، زیرزمین ها، زیر صخره ها، زیر توده های گیاهی یا مدفون در توده های برگ یا توده های کود به خواب زمستانی می روند.